# 武哲
武哲 (1957年2月—)，山西太原人，中共党员，北京航空航天大学教授、原副校长，研究内容包括飞机隐身技术等，中国教育部第6批“长江学者”特聘教授。

## 生平
1988年取得哈尔滨建工学院（现归入哈尔滨工业大学）结构力学专业工学博士学位。 1991年起在北京航空航天大学任教。

## 学术兼职
航空教育学会副理事长，中国航空学会飞机总体专业分会委员等。
《工程力学》编委、《国际航空》编委，《航空知识》主编等职。